# ماكسيميليانو لاسو
ماكسيميليانو لاسو (بالإسبانية: Maximiliano Laso)‏ (17 فبراير 1988 ببوينس آيرس في الأرجنتين - ) هو لاعب كرة قدم أرجنتيني في مركز الوسط. لعب مع أوليمبو وأيل ليماسول وبانفيلد ويو تي أي أراد ويونيون دي سانتا في ونادي غريميو بارويري وClub Atlético Douglas Haig ‏ وClub Atlético Brown ‏ ونادي أولمبيا ساتو ماري ‏.

## وصلات خارجية
- ماكسيميليانو لاسو على موقع إي إس بي إن إف سي (الإنجليزية)
- ماكسيميليانو لاسو على موقع قاعدة بيانات كرة القدم.إي يو (الإنجليزية)
- ماكسيميليانو لاسو على موقع Soccerway.com (الإنجليزية)